# Либс (Западна Померанија)
Либс (њем. Lübs) град је у њемачкој савезној држави Мекленбург-Западна Померанија. Једно је од 54 општинска средишта округа Икер-Рандов. Према процјени из 2010. у граду је живјело 414 становника. Посједује регионалну шифру (AGS) 13062066.

## Географски и демографски подаци
Либс се налази у савезној држави Мекленбург-Западна Померанија у округу Икер-Рандов. Град се налази на надморској висини од 12 метара. Површина општине износи 30,2 km². У самом граду је, према процјени из 2010. године, живјело 414 становника. Просјечна густина становништва износи 14 становника/km².